# 凱普桑迪 (印地安納州)
凱普桑迪（英語：Cape Sandy）是位於美國印地安納州克勞福德縣的一個非建制地區。該地的面積和人口皆未知。

## 地理
凱普桑迪的座標為38°09′03″N 86°22′15″W / 38.15083°N 86.37083°W，而該地的平均海拔高度為226米（即741英尺）。